# Yunnanilus ganheensis
Yunnanilus ganheensis är en fiskart som beskrevs av An, Liu och Li 2009. Yunnanilus ganheensis ingår i släktet Yunnanilus och familjen grönlingsfiskar. Inga underarter finns listade i Catalogue of Life.